# Wijcik McIntosh (manzana)
Wijcik McIntosh es una  variedad cultivar de manzano (Malus domestica).
Esta variedad de manzana es una mutación de la yema de la manzana McIntosh que produce un árbol más compacto, erguido y rígido. Originado en Kelowna, Columbia Británica, Canadá encontrada por Anthony Wijcik. Las frutas tienen una pulpa bastante suave y muy jugosa con un sabor vinoso dulce y agradable.

## Historia
'Wijcik McIntosh' es una variedad de manzana Desporte-mutación de la extremidad de McIntosh con un hábito de crecimiento columnar pronunciado encontrada por Tony Wijcik en 1963 en su huerto de manzanas McIntosh en East Kelowna, Columbia Británica. Su hija Wendy señaló la rama mutada de un árbol McIntosh estándar de cincuenta años. La mutación que causa el crecimiento de tipo espolón extremo está gobernada por el gen compacto (Co). Este gen es altamente heredable y alrededor del 40% de los cruces que involucran a la planta Wijcik también son columnares.
Los injertos de la rama mutada produjeron árboles compactos, enanos, de hábito de crecimiento columnar y que fructificaron en espolones.
Inicialmente fue desarrollado por el Dr. Don Fisher de la Estación de Investigación Summerland en Columbia Británica, Canadá. Luego se vendieron los derechos al vivero "Stark Brothers Nursery", quien solicitó una patente (patente de planta de Estados Unidos Nº 4.382) en 1978 y luego se la concedieron en 1979.
Fueron los primeros manzanos ornamentales de "estilo columnar". Se hicieron más de 300 cruces de este único árbol de 'Wijcik McIntosh', mediante varios programas de mejoramiento de manzanas en todo el mundo, con el fin de desarrollar más cultivares de manzanas columnares.
'Wijcik McIntosh' se cultiva en la National Fruit Collection con el número de accesión: 1984 - 137 y Nombre de la accesión: Wijcik.

## Características
'Wijcik McIntosh' es un árbol pequeño, erguido y extendido con ramificaciones muy cortas y robustas y una abundancia de espolones frutales pesados que producen una abundancia de manzanas cerca del tronco. Apto para cultivar en macetas. Esta propiedad es muy apreciada para su uso como planta ornamental por sí misma, y también en la cría de otros cultivares de manzana, para hacerlos también columnares. Tiene un tiempo de floración que comienza a partir del 27 de abril con el 10% de floración, para el 29 de abril tiene una floración completa (80%), y para el 7 de mayo tiene un 90% de caída de pétalos.
'Wijcik McIntosh' tiene una talla de fruto mediana; forma redondo aplanado con caras moderadamente acanaladas, altura 47.58 mm y anchura 61.58  mm; con nervaduras medias, y con corona débil; epidermis con color de fondo amarillo verdoso pálido sobre el que hay un lavado de color rojo burdeos que cubre tres cuartas partes de la superficie, a veces más, "russeting" (pardeamiento áspero superficial que presentan algunas variedades) bajo; cáliz pequeño y cerrado, colocado en una cuenca poco profunda en forma de embudo que está rodeada por una corona débilmente protuberante; pedúnculo es corto y robusto, asentado en una cuenca de profundidad media y en forma de embudo; la carne es de color verde pálido, suave y con un marcado sabor a McIntosh.
Su tiempo de recogida de cosecha se inicia a mediados de septiembre. Se conserva bien durante cuatro meses en cámara frigorífica.

## Progenie
'Wijcik McIntosh' es Parental-Madre de las variedades:
- 'Telamon',
- 'Tuscan',
- 'Tajan',
- 'Golden Sentinel'.

'Wijcik McIntosh' es Parental-Padre de las variedades:
- 'Scarlet Sentinel',
- 'Obelisk',
- 'Hercules'.

## Usos
Excelente manzana de uso como manzana de postre en mesa.